# Storia delle scienze agrarie
La storia delle scienze agrarie è la visione, dal punto di vista storico, delle conoscenze ed anche delle tecnologie, che riguardano il mondo agricolo e che scienziati (all'inizio soprattutto inglesi, tedeschi, francesi e italiani) hanno creato in stretta correlazione con la chimica moderna, la fisica, la medicina, la genetica moderne. Le grandi civiltà del Pianeta, le antiche civiltà di Babilonia e dell'Egitto, quelle più recenti dell'India e della Cina, hanno contribuito grandemente al sorgere delle tecniche agricole, ma  per un lungo lasso di tempo, solo in misura esigua all'agronomia come scienza moderna, che  sotto questo punto di vista è stata tradizionalmente  vista come un prodotto della scienza occidentale. Il divario è attualmente in buona parte colmato, l'attenzione dei paesi emergenti alla cultura agronomica fa pensare, addirittura a un sorpasso.

## Le idee agronomiche nella Bibbia
Tra le fondamenta dell'agronomia occidentale si debbono certamente includere le idee agronomiche della Bibbia, il compendio della sapienza religiosa, politica e scientifica di un popolo dell'Oriente la cui cultura, per la propagazione del messaggio cristiano in Occidente, è stata assorbita tra i capisaldi della cultura occidentale.
Scritta da un popolo di contadini e pastori la Bibbia propone centinaia di riferimenti alle produzioni dei campi, che sono stati studiati da molteplici commentatori. Ma propone anche autentiche idee di scienza della coltivazione, cioè di agronomia, che sono state recentemente commentate da uno storico delle conoscenze agronomiche,, che ha messo in risalto l'importanza, ad esempio, sul piano scientifico, dell'episodio della separazione delle mandrie di Esaù e di Giacobbe, che si congedano siccome il bestiame dei due fratelli costituiva un'entità tale da essere eccessiva per i pascoli, che rischiavano la distruzione, la prova che nella Bibbia esiste il riconoscimento che la Terra non può sopportare un numero di viventi che ecceda le sue capacità di sostentamento.
Altrettanto significativo lo studio, in termini di teoria agronomica, del programma con cui Giuseppe evita la carestia dell'Egitto, un programma che costituisce la prima manifestazione razionale di una politica annonaria nel mondo antico.

## Le scienze agrarie nel mondo classico

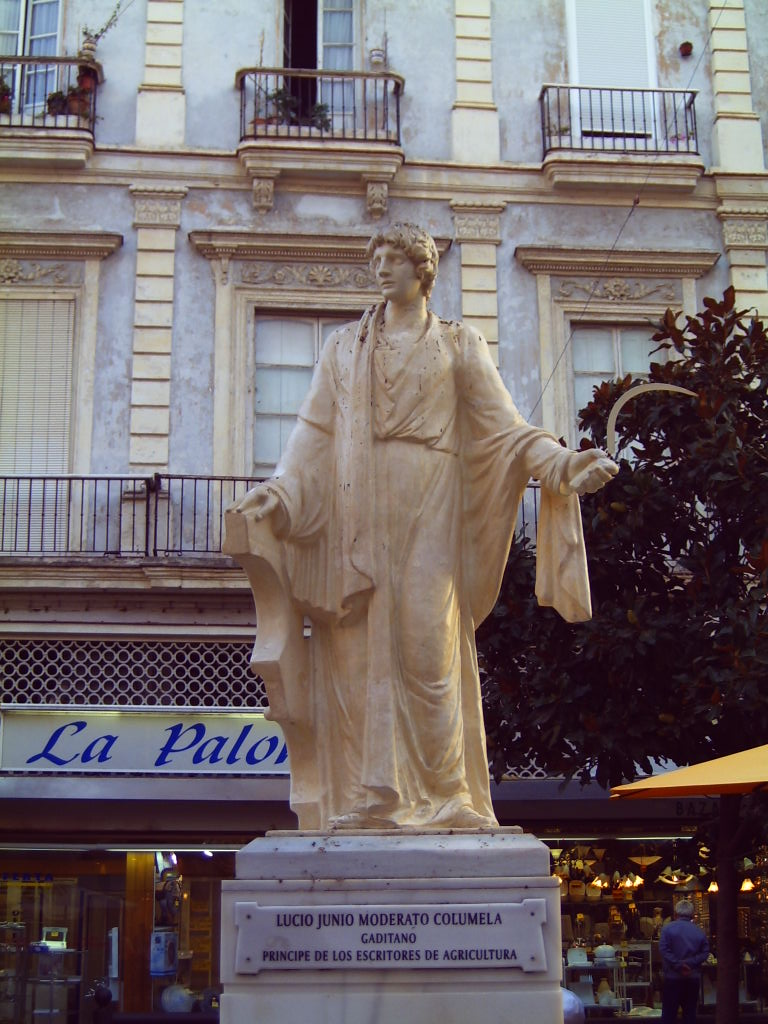
Lucio Giunio Columella

L'agronomia dell'Occidente ha origine in Grecia e a Roma. La Grecia conobbe un vasto pensiero agronomico, le cui opere furono quasi tutte perdute nei roghi delle biblioteche di Alessandria e di Atene. Hanno rilevanza per l'agronomia, peraltro, diversi testi dedicati alla botanica, in particolare due opere di Teofrasto, Storia delle piante (Περὶ Φυτῶν Ιστορίας) e Cause delle piante (Περὶ Φυτῶν Αἰτιῶν).
Roma ci ha lasciato alcune opere agronomiche capitali: l'ispanico Lucio Giunio Columella è senza dubbio il primo grande agronomo dell'Occidente.

## Il mondo bizantino
Nel mondo bizantino, poco ricco di apporti innovativi, ha dato, soprattutto, la grande raccolta della Geoponica che costituisce una sintesi dell'intero mondo classico, aperto anche ai contributi del mondo orientale.

## L'agronomia nell'era moderna
Nel 1500 in Francia c'è un fiorire di edizioni del primo trattato di agronomia che è quello di Columella, merito dello stampatore Charles Estienne e del medico e agronomo Jean Liébeault.
Dal Settecento l'agronomia si è configurata come scienza sperimentale, fuori dai canoni della botanica. Nel XVIII secolo l'agricoltura, in Italia fu al centro della riflessione economica. L'interesse per l'agricoltura ebbe delle motivazioni teorico-economiche: si era compreso che per rimediare alla decadenza delle manifatture e dei commerci bisognava dar più rilevanza all'attività agricola, settore da cui partire per muovere tutta l'economia, in modo che fungesse da volano dello sviluppo. Con una buona disponibilità di derrate alimentari a basso prezzo, diminuisce infatti anche il costo dei salari, per consentire di avere un risparmio sufficiente e poterle dotare tecnicamente di nuovi strumenti mediante investimenti, così si attuerebbe uno sviluppo cumulativo perché aumenterebbe il reddito e la quota destinata a nuovi investimenti, più produttivi di quello agricolo.
Gli economisti italiani ed europei si occuparono quindi intensamente, nel secolo XVIII, per quest'oggetto. Alcuni si limitarono a studiare problemi secondari o casi particolari, ma altri, avendo una visione d'insieme più larga, erano davvero convinti che lo sviluppo economico fosse guidato dall'agricoltura. Un contributo non secondario fu dato dalla diffusione delle idee dei fisiocrati francesi che, sebbene in Italia non tutte furono accettate quale la libertà del commercio dei grani, riuscirono ad essere largamente percepite.
Nelle province di Terraferma della Repubblica di Venezia del secondo Settecento si formarono, nei centri maggiori, delle accademie agrarie, create ex novo o rifondate da nuclei preesistenti, con il compito di risolvere la crisi agraria i cui versava il vecchio Stato veneto.
Sempre nel Settecento, sotto la spinta dell'Illuminismo, nacque in Italia l'Accademia dei Georgofili.

## L'Ottocento

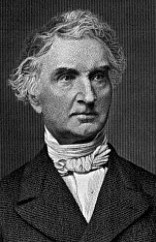
Justus von Liebig

L'agronomia entra nella scienza moderna nel 1840 quando Justus Liebig con la propria opera, ne fa una scienza connessa alla chimica e alla fisiologia vegetale.
Una grande svolta alle scienze agraria è data anche da Gregor Mendel con i suoi lavori sulla genetica. 
Negli Stati Uniti, una rivoluzione scientifica in agricoltura è iniziata con la Legge Hatch del 1887, che ha usato, per la prima volta il termine "scienze agrarie". La Legge Hatch è stata guidata da interessi degli agricoltori a conoscere i componenti dei primi fertilizzanti artificiali.

## Il Novecento
La Hughes-Smith Act del 1917 spostò l'istruzione agricola alle sue radici professionale, ma il fondamento scientifico era stato costruito. [1] Dopo il 1906, la spesa pubblica in ricerca agricola negli Stati Uniti superato spesa privata per i prossimi 44 anni. L'agronomia e le discipline connesse della scienza agricola di oggi sono molto diverse da ciò che erano prima intorno al 1950. L'intensificazione dell'agricoltura dal 1960 in via di sviluppo e paesi sviluppati, spesso definito come la Rivoluzione verde, era strettamente legata ai progressi compiuti nella selezione e migliorare le coltivazioni e gli animali per elevata produttività, così come allo sviluppo di fattori come fertilizzanti artificiali e fitosanitarie prodotti. 
Tuttavia, i danni ambientali a causa di un'agricoltura intensiva, lo sviluppo industriale e la crescita della popolazione hanno sollevato molti interrogativi tra agronomi ed hanno condotto allo sviluppo e alla nascita di nuovi settori (es., gestione integrata dei parassiti, il trattamento dei rifiuti, nuove tecnologie, architettura del paesaggio, genomica). 
Le nuove tecnologie, come ad esempio le biotecnologie e l'informatica (per l'elaborazione e memorizzazione dei dati), e i progressi tecnologici hanno reso possibile lo sviluppo di nuovi campi di ricerca, tra cui l'ingegneria genetica, il miglioramento delle analisi statistiche e agricoltura di precisione.